# Mladinska pesem Evrovizije 2003
Mladinska pesem evrovizije 2003 je bilo prvo tekmovanje Mladinska pesem evrovizije za mlade tekmovalce do petnajstega leta. Dogajalo se je 15 . Novembra 2003, v Kopenhagnu, Danska. 
Mladinska pesem evrovizije 2003
Arena Forum Kopenhagen, Kopenhagen, Danska
Voditelja:Camilla Ottesen,Remee
Zmagovalec: 11-letni Dino Jelušič (Star 27) nastopil za hrvaško in je postal prvi prvak mladinske evrovizije